# さあ 秘密をはじめよう
『さあ 秘密をはじめよう』（さあ ひみつをはじめよう、Will you start "Secret LOVE" with me?）は、一井かずみによる日本の漫画。『プチコミック』（小学館）において、2008年12月号から2011年5月号まで連載された。単行本は全7巻。作者にとって1巻を越える作品は本作が初めてである。

## あらすじ
社内恋愛が厳しく禁じられている会社で働く水浦真依はある日、社内でエースと呼ばれている仕事人間の加藤から告白される。
社内恋愛がばれれば、男性は転勤、女性は謹慎という名の退職勧告が待ち受けている。以前勤めていた会社が倒産し、今の会社に再就職が決まるまで何社も面接を受けた真依にとって、リスクの大きなことは避けたかったが、加藤の真っ直ぐな想いを知り「お試し」で付き合うことになる。

## 登場人物
加藤 知哉（かとう ともや）
金属一部所属の、社内一のエリート営業マン。頭脳明晰で容姿端麗、直属の上司からも全幅の信頼を寄せられているが、他人を見下すような不遜な態度を取ることから、陰で“エース”と揶揄されている。仕事一辺倒で、誰かに気を遣われることを煩わしいと思っていたが、転職して間もない真依の労りの一言で恋に落ちてしまう。字が汚いのがコンプレックス。酒は苦手。
入社時から、営業ではなく研究職の総合研究所を配属先に希望しており、金属部で営業成績を上げることを条件に異動を認められていた。その異動に海外転勤が伴うことも真依と付き合う前から分かっていた。
水浦 真依（みずうら まい）
金属一部所属の一般職。以前勤めていた会社が倒産し、現在の会社に再就職できるまで辛い経験をした。会社に居づらくなるのが嫌だったため、加藤からの交際の申し込みも一度は断るが、彼の補佐をする内に周囲の噂だけで加藤の人柄を見誤っていたことに気づき、「お試し」で付き合い始める。些細なことで嫉妬する自分や、強引な彼の意外な素顔に気づき、正式に付き合うことになる。
柴崎（しばさき）
加藤の同期。加藤と共に金属一部を支える柱。軽い性格だが仕事はでき、加藤からも信頼されている。勘も鋭く、加藤と真依の関係にも気が付く。
神野（かんの）
アメリカ支社から異動してきた社員。日本にいた時は加藤と同僚だった。飛び級によりアメリカの大学を2校出ている。常に笑顔を絶やさないが、本心は見せない曲者。
小日向 一花（こひなた いちか）
金属部初の女性営業として注目される。美人で営業成績もよく、分け隔てなく同僚に優しい。加藤らの一期先輩。かつて加藤に告白し付き合っていた時期があるが、加藤に振られた。現在も加藤に未練がある。
高峯（たかみね）
営業本部所属。小日向の同期で上司。小日向の推薦で補佐に付いた真依の能力を買い、本部へ誘う。小日向に片思いをしている。

## 単行本同時収録
- 遠く、恋をしている。（『プチコミック』2006年11月号）
- クロース・トゥ・ユゥ、クロース・トゥ・ミー（『プチコミック』2005年10月号増刊）
- おとなちゃれんじ?（『プチコミック』2007年10月号増刊）
- うぃるゆー すたーと "しーくれっと らぶ" うぃず みー!（『プチコミック』2009年9月号特別ふろく） - 真依のことが大好きな甥っ子・将貴の目線で描かれる4コマ漫画。
- ダーリン、ダーリン。（『プチコミック』2008年4月号増刊）
- さあ 秘密をはじめよう 番外編（『プチコミック』2010年12月号増刊） - 「試しに1カ月」の約束で部屋の合い鍵を加藤に預けた真依の心情を描く。
- 猫は恩知らず（プチコミック2010年11月号増刊『姉系プチコミック』2号）
- さあ 秘密をはじめよう 番外編 before（『プチコミック』2011年5月号） - 真依と出会う前の加藤を描く。

## 書誌情報
- 一井かずみ『さあ 秘密をはじめよう』小学館〈フラワーコミックス〉、全7巻
  1. 2009年5月8日発売[1]、ISBN 978-4-09-132464-1
    - 「遠く、恋をしている。」収録

  2. 2009年8月10日発売[2]、ISBN 978-4-09-132585-3
    - 「クロース・トゥ・ユゥ、クロース・トゥ・ミー」収録

  3. 2009年12月10日発売[3]、ISBN 978-4-09-132858-8
    - 「おとなちゃれんじ?」収録

  4. 2010年5月10日発売[4]、ISBN 978-4-09-133167-0
    - 「うぃるゆー すたーと "しーくれっと らぶ" うぃず みー!」「ダーリン、ダーリン。」収録

  5. 2010年9月10日発売[5]、ISBN 978-4-09-133307-0
  6. 2011年1月7日発売[6]、ISBN 978-4-09-133579-1
    - 「さあ 秘密をはじめよう 番外編」「猫は恩知らず」収録

  7. 2011年7月8日発売[7]、ISBN 978-4-09-133898-3
    - 「さあ 秘密をはじめよう 番外編 before」収録